# Rhantus orbignyi
Rhantus orbignyi là một loài tuyệt chủng trong họ Dytiscidae. Nó từng được tìm thấy ở Argentina và Brasil.